# Sympagella
Sympagella is een geslacht van sponsdieren uit de klasse van de Hexactinellida.

## Soorten
- Sympagella anomala Ijima, 1903
- Sympagella cantharellus (Lendenfeld, 1915)
- Sympagella clavipinula Tabachnick & Lévi, 2004
- Sympagella cooki Tabachnick & Menshenina, 2013
- Sympagella delauzei Boury-Esnault, Vacelet, Reiswig & Chevaldonné, 2015
- Sympagella ecomari Tabachnick & Menshenina, 2013
- Sympagella gracilis (Schulze, 1903)
- Sympagella johnstoni (Schulze, 1886)
- Sympagella multihexastera Tabachnick, Janussen & Menschenina, 2008
- Sympagella nux Schmidt, 1870